# Gare de Brockville
Pour les articles homonymes, voir Brockville.
La gare de Brockville est une gare ferroviaire située à Brockville. La gare est desservie par les trains de Via Rail Canada qui relient entre Toronto, Ottawa et Montréal. Ouverte en 1872, la gare sert de la jonction entre les subdivisions Kingston (vers Montréal) et Brockville (vers Ottawa). La gare a été rénovée entre 2010 et 2015.

## Situation ferroviaire
La gare est située au point milliaire 125,6 milles (202,1 km) de la subdivision Kingston du Canadien National, entre les gares de Gananoque et de Cornwall. La subdivision Brockville de Via Rail diverge à l'est de la gare vers Smiths Falls et Ottawa.

## Histoire

### Premières années
Brockville est l'un des plus anciens centres ferroviaires du Canada. Dès 1835, avant l'ouverture du premier chemin de fer public du Canada, une pétition a été présentée à la législature en faveur de la construction d'un chemin de fer de Montréal à Brockville au lieu d'autres améliorations aux canaux du Saint-Laurent. Alors que le gouvernement de l'époque choisissait d'améliorer les canaux, l'intérêt de la ville pour les chemins de fer ne faiblissait pas. Grâce aux pressions exercées par des villes comme Brockville, le chemin de fer du Grand Tronc a décidé de faire passer sa ligne principale entre Montréal et Toronto le long du fleuve. Il a également fait de Brockville son premier point de division à l'ouest de Montréal. L'arrivée du premier train, le 17 novembre 1855, donne lieu à un banquet somptueux et à une exposition publique. La ligne à l'ouest de Brockville jusqu'à Toronto a été mise en service le 27 octobre 1856.
À cette époque, la communauté est très impliquée dans la construction d'un deuxième chemin de fer vers le nord pour exploiter le commerce de la vallée de l'Outaouais. Le chemin de fer de Brockville et d'Ottawa (B&O) avait été constitué en 1853. Face à l'incapacité d'intéresser des intérêts privés à financer entièrement la ligne, Brockville est devenu le deuxième plus grand investisseur de la société, engageant plus de 400 000 $ dans l'entreprise en perspective, les intérêts privés ne détenaient que 177 000 $ d'actions.
Pour permettre au trafic de bois de la vallée de l'Outaouais de passer aux États-Unis ou aux marchés européens, il était nécessaire de prolonger le B&O jusqu'à la rive de Brockville, car les installations terminales du Grand Tronc se terminaient à environ 800 mètres à l'intérieur du fleuve Saint-Laurent. La décision a été prise de creuser un tunnel sous la crête de granit sur laquelle l'extrémité est de la communauté a été construite. Le tunnel de 1 700 pieds (518,2 m) qui en résulta fut le premier tunnel ferroviaire à être construit au Canada. Lorsque le premier tronçon du B&O a été ouvert en janvier 1859 de Brockville à Perth, le train est parti de la gare du Grand Tronc car le tunnel n'était pas encore terminé.

### Tunnel ferroviaire
La construction du tunnel ferroviaire de Brockville a commencé le 16 septembre 1854. L'échec financier des entrepreneurs britanniques Sykes, Debergue & Cie. a entraîné l'arrêt des travaux pendant près de deux ans. Pendant ce temps, les factions de Brockville se demandaient s'il ne serait pas préférable et moins coûteux d'atteindre la rive en plaçant la voie un peu à l'ouest, là où la crête s'aplatit. La ville a demandé à Samuel Keefer, l'un des premiers ingénieurs civils canadiens nés au pays, qui avait localisé le tronçon entre Montréal et Kingston du Grand Tronc, de faire un rapport sur la question. Keefer, qui s'était à l'origine opposé au tunnel, a recommandé de le terminer, car beaucoup de travail avait déjà été fait. Le conseil municipal, très agité, refuse la recommendation et organise un référendum sur la question. À la surprise du conseiller, les citoyens ont voté en faveur de l'achèvement du tunnel. Les citoyens de Brockville voulaient leur tunnel. Les travaux ont repris en juin 1857 et le premier train a traversé le tunnel le 31 décembre 1860.
Le tunnel a été construit par une équipe dirigée par Booth et fils du Yorkshire, en Angleterre. Les 400 premiers pieds de la partie sud sont inhabituels car cette partie du tunnel a été creusée par l'homme et a été conçue pour faire passer Water Street au-dessus de la voie ferrée. Plus tard, en 1863, l'hôtel de ville de Brockville a été construit sur cette partie du tunnel. Deux des cheminées de l'hôtel de ville sont en fait des puits de ventilation utilisés pour évacuer la fumée des locomotives dans le tunnel. Les portails d'ouverture à chaque côté du tunnel ferroviaire de Brockville sont des exemples remarquables de maçonnerie victorienne.
La roche provenant de l'excavation du tunnel a été utilisée pour agrandir la rive devant le portail sud du tunnel et pour créer une chaussée vers l'île Block House. Ces terres et l'île reliée sont devenues un chantier ferroviaire animé au bord de l'eau, avec de nombreux embranchements reliant les industries locales. La partie de l'île contenait une grande rotonde couverte dans laquelle les machines à vapeur étaient entretenues et tournées avant de repartir dans le tunnel. De même, juste au sud du portail sud du tunnel et avant les grands quais de la chaussée, une gare a été construite, conformément aux exigences de la ville, pour assurer le transport des passagers.

### Brockville & Ottawa
Le B&O est finalement arrivé à la rivière des Outaouais en 1859. Incapable de financer d'autres prolongements, le B&O s'est joint au chemin de fer du Canada Central pour prolonger ses voies vers l'ouest, en direction du lac Huron. En 1881, alors que les voies avaient été posées jusqu'à Mattawa, le Canadien Pacifique, nouvellement incorporé, a acheté les deux chemins de fer, dont certaines parties allaient faire partie de la ligne transcontinentale entre Montréal et Vancouver.
À peu près à la même époque, des traversiers pour wagons et des barges ont commencé à transporter des wagons sur la distance de 1,6 kilomètre au-dessus du fleuve entre Brockville et Morristown, à l'État de New York, alors le terminus du chemin de fer d'Utica et de la rivière Black (U&BRR). En janvier 1882, 150 wagons chargés de rails d'acier destinés à être utilisés dans la construction de la ligne transcontinentale ouest du CP ont emprunté cette traversée du fleuve. Après l'achat de la portion du chemin de fer Québec, Montréal, Ottawa & Occidental entre Montréal et Ottawa plus tard cette année-là, le CP a commencé à traiter le tronçon entre Smiths Falls et Brockville comme un embranchement et a continué à faire passer des trains vers la rive de Brockville par le tunnel pendant plus de 100 ans.

### Brockville, Westport et Sault-Sainte-Marie
Un troisième chemin de fer, le Brockville, Westport et Sault-Sainte-Marie, a relié Brockville à Westport en 1888. Des plans ambitieux ont été élaborés pour faire de ce chemin une partie d'une route de transit entre le Midwest américain et la côte est des États-Unis. Ces plans prévoyaient un grand pont sur le fleuve Saint-Laurent qui ne s'est pas matérialisé. Les fondations du pont restent visibles sur une île du fleuve. Le chemin de fer a connu des difficultés financières considérables avant de faire partie du Canadian Northern, puis du Canadien National. Il a été abandonné en 1952, bien que la voie ferrée à Brockville soit restée en tant qu'embranchement industriel jusque dans les années 1970.
Brockville est devenu un important point de division ferroviaire pour le Grand Tronc, étant donné son emplacement, à environ un tiers de la distance entre Montréal et Toronto. À une certaine époque, trois chemins de fer étaient exploités à Brockville : le Grand Tronc, le chemin de fer de Brockville et d'Ottawa, et le chemin de fer de Brockville, de Westport et de Sault-Sainte-Marie. Les travaux de mécanique sur les terrains situés à l'intérieur des limites de la ville et juste à côté de la ligne principale du Grand Tronc étaient importants. Les locomotives à vapeur étaient entretenues dans les installations de Brockville, puis remplacées par de nouvelles locomotives pour les trains circulant vers l'est ou l'ouest. Les équipes de train étaient également remplacées et de nombreux employés des chemins de fer habitaient à Brockville.
Le triage Manitoba est construit dans le secteur ouest de Brockville. Cette vaste installation comprenait une grande station de charbon qui nécessitait que les trémies de charbon soient poussées sur une rampe élevée pour décharger le charbon destiné à la station de charbon. La station n'existe plus, mais une grande partie du triage Manitoba est encore utilisé aujourd'hui.

### L'ère du diesel
Les chemins de fer sont restés des employeurs importants dans la ville jusqu'à l'ère du diesel. Avec la fin de la vapeur, le CN a fermé les installations d'entretien des locomotives et a cessé de changer les équipes du train. Le CN continue d'exploiter des trains locaux à partir de Brockville pour desservir les expéditeurs régionaux, tandis que le CP assure le transport quotidien de marchandises à partir de Smiths Falls sur la ligne originale du B&O. Les trains de voyageurs continuent d'occuper une place importante dans les opérations, puisque Brockville se classe parmi les 20 premières gares du pays. Via Rail offre plusieurs départs quotidiens vers Montréal, Ottawa et Toronto. Récemment, Via a amélioré les voies ferrées du CN et du CP dans la communauté pour un service plus rapide. De plus, la gare Union de 1872, située sur Perth Street à Brockville, a été entièrement rénovée tout en conservant son caractère historique.
Le CP a cessé d'utiliser le tunnel au début des années 1970, lorsque les usines du secteur riverain ont fermé et que les dimensions réduites du tunnel ne permettaient pas d'accueillir l'équipement moderne. Le CP a négocié la vente du tunnel dans le cadre de l'entente sur les terrains du secteur riverain du chemin de fer avec la Ville en 1983. En 1988, une passerelle intérieure en bois a été installée dans les premiers 80 pieds à l'extrémité sud du tunnel, des panneaux spéciaux expliquant l'histoire du tunnel ont été érigés et de nouvelles portes en bois ont remplacé les vieilles portes existantes. Ces portes étaient à l'origine utilisées pour empêcher les vaches de s'avanturer dans le tunnel.

### Rénovations
En novembre 2009, Via Rail a annoncé qu'elle remplacerait la gare historique de Brockville datant de 1872 par une nouvelle installation de 7 millions de dollars. La proposition initiale a été réduite, car elle a annoncé une deuxième proposition de conception pour un nouveau bâtiment de gare en novembre 2010. Le bâtiment de 2 400 pieds carrés devait coûter 4,5 millions de dollars et aurait été accessible aux fauteuils roulants, avec de l'espace pour accueillir des voies allongées.
Une fois le développement proposé terminé, il était prévu de démolir l'ancien bâtiment. Cette décision a rencontré une opposition locale. Comme le nombre de passagers reste faible, Via est retourné à la table à dessin et a proposé une rénovation d'un million de dollars de la gare existante avec un nouveau toit, des briques extérieures, un éclairage, des portes et des fenêtres. Une porte automatique et des améliorations de l'accessibilité seraient ajoutées pour les personnes handicapées, et un bâtiment adjacent à la gare serait démoli et remplacé par un abri pour les passagers. Les rénovations ont été achevées en juillet 2015.

## Service des voyageurs

### Accueil
La billetterie est ouverte tous les jours entre 9h1h et 12h15, 12h45 et 15h45, et 16h15 et 17h30. En dehors des heures d'ouverture, la gare ouvre en tant qu'abri 30 minutes avant l'arrivée du train et reste ouverte pendant 30 minutes après le départ du train, et l'achat de billets devra se faire en ligne ou par téléphone. Le service de bagages enregistrés n'est pas proposé dans cette gare. La gare dispose d'un guichet automatique bancaire, d'un téléphone payant, de toilettes et de distributeurs automatiques.

### Desserte
Six à sept trains à destination d'Ottawa s'arrêtent à la gare chaque jour, ainsi que sept à huit trains en direction de Toronto, et deux trains à destination de Montréal.

### Intermodalité
Le stationnement extérieur est payant. La location de voiture est disponible via Enterprise ou Dixon's Car and Truck Rental à Brockville. City Taxi et Executive Taxi sont les deux compagnies de taxi qui desservent la ville. Des supports à vélos sont disponibles à la gare.
Brockville Transit est une agence locale de transport en commun. Le service de transport conventionnel et para-transport fonctionne en semaine entre 6h45 et 18h15, et le samedi entre 8h45 et 18h15. Le service de soirée est disponible les soirs de semaine entre 18h et 21h. Aucun service n'est offert le dimanche ni les jours fériés.